# Pierre-Henri Teitgen
Pierre-Henri Teitgen, né le 29 mai 1908 à Rennes (Ille-et-Vilaine) et mort le 6 avril 1997 à Paris, est un juriste, professeur, résistant et un homme politique français.
Il est considéré comme l'une des plus importantes figures de la démocratie-chrétienne française de l'après-guerre.

## Biographie

### Jeunesse et études
Pierre-Henri Teitgen est le fils d'Henri Teitgen, ancien rédacteur en chef du quotidien régional L'Ouest-Éclair. En 1934, Il soutient sa thèse de doctorat à Nancy sur la police municipale  sous la direction du Doyen Louis Trotabas, « thèse pionnière » dans le droit administratif. La même année, il est nommé Professeur après sa réussite au concours d’agrégation de droit public dont il est reçu premier par le jury présidé par Achille Mestre. À 26 ans, il est alors le plus jeune agrégé de France.

### Parcours

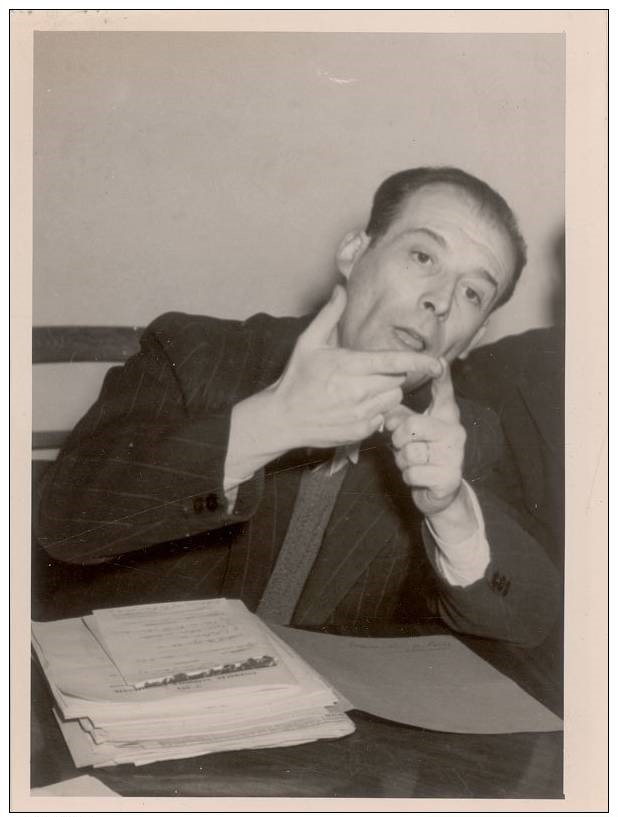
Pierre-Henri Teitgen en 1946.

Il est, avec François de Menthon, à l'origine de la création de la Revue Droit social éditée à partir de 1938. 
Fait prisonnier de guerre en 1940, il s'évade et se replie en zone libre, à Montpellier. Depuis Montpellier il distribue le journal Vérités et contribue à la création de réseaux de résistance.Il se lie d'amitié avec Pierre Dumas (homme politique, 1891-1968)
Avec son père et deux personnalités historiques de la démocratie chrétienne, Georges Bidault et François de Menthon, il crée en 1942 le réseau Liberté, qui deviendra Combat. Il joue un rôle important dans la Résistance en devenant la même année le secrétaire général du Comité général des études, groupe d’experts chargé au nom du général de Gaulle de préparer les mesures immédiates à prendre dès la libération du territoire.
En 1943, il est révoqué de son poste de professeur à la Faculté de droit de Nancy par le gouvernement de Vichy.
À partir de 1944, il exerce les fonctions d'adjoint d'Alexandre Parodi, le délégué général du Comité français de libération nationale. Le 6 juin, il est arrêté par la Gestapo, torturé et envoyé en Allemagne par convoi ferroviaire dont il parvient à s'évader en août.
Ministre de l'Information, il est chargé en 1944 par le général de Gaulle de trouver un directeur pour la reprise du journal Le Temps qui, victime de l'ordonnance du 30 septembre 1944 sur les titres ayant paru sous l'Occupation, a vu ses locaux réquisitionnés et son matériel saisi. Il sollicite Hubert Beuve-Méry, résistant et ancien journaliste du Temps et lui propose de s'installer dans les locaux du journal, 5 boulevard des Italiens, et de lancer un grand quotidien national d'information, le journal Le Monde. Par ailleurs, il travaille dès avril 1944 à l'élaboration d'une circulaire pour bâtir le monde de l'information d'après-guerre, appelée Cahier Bleu.
Élu député MRP d'Ille-et-Vilaine de 1945 à 1958, il est nommé le 30 mai 1945 ministre de la Justice et chargé de l'épuration administrative. Le 14 décembre 1945, il nomme ainsi le malouin Edmond Miniac avocat général à la chambre sociale de la Cour de cassation.
Il fait partie de l'aile gauche du Mouvement républicain populaire, parti d'inspiration démocrate-chrétienne qu'il préside de mai 1952 à mai 1956. À l'issue de sa présidence, il remet, au XIIe congrès du parti, à Montrouge, un rapport soutenant la politique répressive de Robert Lacoste en Algérie. Lors de son discours, il compare le nationalisme arabe au nazisme et tout compromis avec le FLN aux accords de Munich.
Il siège également à l'Assemblée commune de la Communauté européenne du charbon et de l'acier dès 1952.
Il est cité comme membre de la Fondation culturelle bretonne en 1957.
Il est de nombreuses fois ministre dans les gouvernements de la IVe République. Bien que membre du Comité consultatif constitutionnel en 1958, il devient critique à l'égard de la politique de Charles de Gaulle. Il soutient la tentative de candidature de Gaston Defferre à l'élection présidentielle de 1965.
Il est nommé professeur de droit à la faculté de Rennes, puis à Paris.
En mai 1976, il participe a un débat télévisé faisant suite à la diffusion d'un documentaire sur Pétain dans Les Dossiers de l'écran, sur Antenne 2, où défenseurs de Pétain et résistants sont opposés. D'après l'historien Laurent Joly, cette émission constitue un point de bascule dans l'évolution de la mémoire collective française sur la période de la Collaboration. Il pointe en particulier la prise de parole de Teitgen « ému aux larmes » qui insiste sur la responsabilité de Vichy dans le sort des Juifs de France pendant la Guerre et notamment la déportation des enfants juifs, face à l'avocat de Pétain, Jacques Isorni, qui « perd de sa superbe »,. 
En septembre 1976, il est nommé juge à la Cour européenne des droits de l'homme. 

### Vie privée
Il est le frère de Paul Teitgen, résistant et secrétaire général de la police française à Alger pendant la guerre d'Algérie, et aussi le père de Francis Teitgen et de Pierre Yves qui fut directeur juridique du Figaro. Son épouse, née Jeanne Fonlupt le 14 octobre 1915, est décédée à Saint-Palais (dans les Pyrénées-Atlantiques) le 14 juin 2006 à 90 ans.

## Fonctions gouvernementales
- Ministre de l'Information du gouvernement Charles de Gaulle (1) (du 10 septembre 1944 au 30 mai 1945)
- Ministre de la Justice du gouvernement Charles de Gaulle (1) (du 30 juin au 2 novembre 1945)
- Ministre de la Justice du gouvernement Charles de Gaulle (2) (du 2 novembre 1945 au 20 janvier 1946)
- Ministre de la Justice du gouvernement Félix Gouin (du 26 janvier au 24 juin 1946)
- Ministre de la Justice du gouvernement Georges Bidault (1) (du 24 juin au 16 décembre 1946), il a pour mission l’organisation des procès des partisans de Vichy et des collaborateurs avec l'occupant allemand
- Ministre d'État, Vice-président du conseil du gouvernement Paul Ramadier (1) (du 4 mai au 22 octobre 1947)
- Ministre des Forces armées du gouvernement Paul Ramadier (2) (du 22 octobre au 24 novembre 1947)
- Ministre des Forces armées du gouvernement Robert Schuman (1) (du 24 novembre 1947 au 26 juillet 1948)
- Vice-président du conseil du gouvernement André Marie (du 26 juillet au 5 septembre 1948)
- Ministre d'État chargé de l'Information du gouvernement Georges Bidault (2) (du 29 octobre 1949 au 2 juillet 1950)
- Vice-président du conseil du gouvernement Joseph Laniel (1) du 28 juin 1953 au 12 juin 1954
- Ministre de la France d'Outre-mer gouvernement Edgar Faure (2) (du 23 février 1955 au 1er février 1956)

## Décorations
- Grand officier de la Légion d'honneur
- Compagnon de la Libération par décret du 27 août 1944[12]
- Grand-croix de l'ordre national du Mérite
- Croix de guerre 1939–1945 (2 citations)
- Médaille de la Résistance française avec rosette par décret du 31 mars 1947[13]
- Médaille des évadés

## Publications
- L'application du Droit communautaire par les juridictions françaises, Bruxelles, 1965
- Cours de droit administratif européen, Paris, 1970
- Cours de droit institutionnel communautaire. Structure et fonctionnement des communautés, Paris, 1976
- Origines, objectifs et nature des communautés européennes, Paris, 1978
- Faites entrer le témoin suivant, 1940-1958, de la Résistance à la Ve République, Ouest-France, 1988, 583.p.  (ISBN 2737301491)